# کانییاس د اسگبا
کانییاس د اسگبا (به اسپانیایی: Canillas de Esgueva) یک شهرستان در اسپانیا است که در استان وایادولید واقع شده‌است.